# Tiúrino (Astracan)
|  | Per a altres significats, vegeu «Tiúrino». |

Tiúrino (en rus: Тюрино) és un poble de l'óblast d'Astracan, a Rússia, segons el cens del 2010 tenia 525 habitants.